# Tales Don't Tell Themselves
(Matt Davies nel 2013)
Tales Don't Tell Themselves è il terzo album dei Funeral for a Friend. Nella settimana successiva alla pubblicazione riscosse un notevole successo commerciale, vendendo 25 000 copie solo in Gran Bretagna sulla scia del successo dei precedenti lavori, tuttavia il successo del disco è rapidamente scemato ed anche tra i fan non è stato generalmente apprezzato. Gli stessi membri della band l'hanno descritto come un album che non sembra un disco dei Funeral for a Friend e le canzoni sono presto sparite dalle scalette dei concerti live.
La data ufficiale di pubblicazione dell'album fu il 14 maggio 2007. Prima di quella data, la band pubblicò numerosi video relativi ai progressi sull'album. In questo album Matt Davies utilizzò lo stesso microfono utilizzato nella registrazione dell'album di debutto Casually Dressed & Deep in Conversation e per la prima volta suona la chitarra come accompagnamento in numerose canzoni.
Il 13 febbraio 2007, la band mise in rete la traccia Out of Reach come assaggio per i fan. Il primo singolo, Into Oblivion (Reunion) fu però pubblicato il 7 maggio 2007, seguito dal secondo singolo Walk Away. L'album fu pubblicato in Giappone con due tracce aggiuntive: Rise and Fall e Crash and Burn (Home Demo).

## Classifiche
L'album si piazza al 135º posto della Billboard 200, che è la posizione più alta raggiunta dalla band negli Stati Uniti, dove non ha mai avuto lo straordinario successo avuto in Europa. Nelle altre classifiche statunitensi, raggiunge l'11ª posizione fra gli album europei nella prima settimana, scendendo alla 55ª nella seconda settimana, ed al 2º in quella degli album heatseekers (ovvero di band mai entrate nella top 100).
Nel Regno Unito l'album debutta in terza posizione, diventando così l'album con la migliore posizione nella chart della discografia della band. In altri Paesi, TDTT è il primo disco della band ed entrare nelle classifiche australiane, debuttando al 43º posto.
| Classifica                | Posizione |
| ------------------------- | --------- |
| Australia                 | 43        |
| Regno Unito               | 3         |
| Stati Uniti               | 135       |
| Stati Uniti (European)    | 11        |
| Stati Uniti (heatseekers) | 2         |

## Concetti e temi
Matt Davies lo ha menzionato come un concept album, sintetizzandone il concetto in questo modo: "David è un pescatore che è capitano di una nave, la quale, ogni giorno, naviga su acque profonde. Viene da una piccola città peschereccia sulla costa dove la moglie Eleanor e la figlia Isabelle attendono il suo ritorno. Ma un'enorme tempesta si sta velocemente avvicinando, arriva in città e colpisce ripetutamente la nave di David, il quale viene lasciato dalla tempesta in mezzo al mare, come naufrago e come unico sopravvissuto. Trascorre giorni alla deriva, impazzendo e delirando, chiedendosi se rivedrà mai la propria famiglia. Nel frattempo, le persone in città temono che i pescatori siano tutti morti poiché il tentativo di recuperarli da parte delle guardie costiere fallì. David diventa sempre più delirante: vede la sua vita sfuggirgli di mano (come un corvo, guida il proprio io più profondo attraverso la propria vita). Finalmente torna a terra e viene fuori dalle sue delusioni. È spaventato dall'acqua e dalle onde enormi e dalla loro potenza che uccise il suo equipaggio, ma capì che non fare niente per tornare da Eleanor e Isabell è una via di scampo da vigliacchi. Decise quindi di costruire una piccola zattera e di affrontare tutto ancora una volta. Questa volta è trovato da una scialuppa di salvataggio e raggiunse la sua famiglia. Fine. Fondamentalmente, Cast Away incontra The Perfect Storm, questo ha molto a che fare con le mia personale paura dell'oceano e scendo a patti con esso tramite la storia."

## Tracce
1. Into Oblivion (Reunion) – 4:23
2. The Great Wide Open – 3:32
3. The Diary – 3:41
4. On a Wire – 4:00
5. All Hands on Deck Part 1: Raise the Sail – 3:27
6. All Hands on Deck Part 2: Open Water – 3:49
7. Out of Reach – 3:34
8. One for the Road – 4:10
9. Walk Away – 3:48
10. The Sweetest Wave – 6:26

Bonus track nell'edizione giapponese
1. Rise and Fall – 3:27
2. Crash and Burn (Home Demo) – 4:21

## Canzoni

### The Great Wide Open
La canzone prende originariamente spunto da un riff di chitarra di Kris, ma siccome la band non riusciva a trovare il giusto ritornello, si è deciso di cambiare la struttura della canzone. Il testo riguarda la parte della storia in cui David, il protagonista, è da solo e comincia a delirare: rivede e crede di rivivere tutta la sua vita, ma la rivive come se fosse guidato dal suo essere attuale sotto forma di merlo. Matt ha sottolineato come questo immaginifico concetto sia influenzato dai film di David Lynch. Il batterista Ryan Richards ha commentato che il brano gli ricorda i primi Van Halen, una band che l'ha influenzato. La traccia dà il nome all'EP successivo a Tales Don't Tell Themselves (uscito sempre nel 2007), intitolato appunto The Great Wide Open, in cui figura come unico brano in studio assieme a una versione live di alcune canzoni degli album precedenti.

### The Diary
La canzone racconta lo stato d'animo di Isabelle, la figlia del naufrago, che a dispetto delle poche possibilità di ritrovare il padre, non perde la speranza di riuscire un giorno a rivederlo. Matt ha spiegato che è la prima volta che in una canzone scrive da una prospettiva di terza persona e non di prima. Ryan ha menzionato come il riff iniziale di chitarra di Kris gli ricordi lo stile degli Status Quo. Nella canzone canta come guest vocalist Lianne Francis dei The Secret Show, il side project country di Matt.

### On a Wire
Inizialmente, la canzone consisteva in una demo intitolata Bird on a Wire con solo chitarra e batteria, ma nonostante Matt avesse elaborato alcune parti del testo per quella versione, la band ha deciso di non proseguire con quella traccia. Tuttavia, il produttore Gil Norton ha creduto nella demo, e suggerendo qualche cambiamento di struttura ha permesso al gruppo di arrivare alla versione definitiva. Nel testo, David si rende conto della situazione in cui si trova e deve imparare ad accettarla e a cercare di impostare un nuovo punto di partenza da lì.

### All Hands on Deck Part 1: Raise the Sail
Prima parte della doppia traccia All Hands on Deck, la canzone era stata già scritta prima di elaborare il concetto tematico dell'album, così poi Matt ha dovuto riscrivere il testo adattandolo al concept: qui viene descritta la tempesta e il senso di scoramento dell'equipaggio di fronte allo scatenarsi delle forze della natura. Ryan ha anche sottolineato come la canzone si adatterebbe a un film di James Bond.

### All Hands on Deck Part 2: Open Water
Continuazione, anche tematica, della precedente traccia, viene qui narrato l'affondamento della nave, con i marinai gettati in mare. Nel registrare le parti di batteria, Ryan si è ispirato al sound dei Led Zeppelin.

### Out of Reach
È l'ultima canzone scritta per l'album, perché la band aveva finito le idee creative. Un giorno, dunque, si sono riuniti in studio i membri del gruppo e hanno improvvisato dei riff fino a trovare quelli giusti, per poi procedere alla stesura del testo, che parla di un tentativo di andare alla ricerca dei dispersi.

### One for the Road
Una delle prime canzoni scritte per l'album, vede anche la partecipazione alla stesura musicale della chitarra da parte di Matt, che suona anche nella registrazione. Nella parte finale della canzone il coro è composto da tutti e cinque i membri della band. Il testo è imperniato sulla figura di Eleanor, la moglie del protagonista, ed in particolare l'ultima notte passata accanto al marito prima che questi partisse sulla nave.

### The Sweetest Wave
La canzone vede la partecipazione di un'orchestra di 27 pezzi, e tanto Matt quanto Ryan l'hanno descritta come il miglior momento -sino ad allora- della storia della band, nonché la canzone per cui avrebbero voluto che il gruppo fosse ricordato. Lo spunto per il brano nasce da una breve melodia al pianoforte. Matt l'ha anche descritta come una versione musicale di Lawrence d'Arabia, ed il testo è un'esortazione a cercare sempre una speranza ed un modo per credere e avere in fiducia in sé stessi: è meglio sconfiggere le proprie paure che esserne sconfitti.

## Formazione
- Matthew Davies-Kreye - voce, chitarra
- Kris Coombs-Roberts - chitarra
- Darran Smith - chitarra
- Gareth Davies - basso, voce di fondo
- Ryan Richards - batteria, voce di fondo